# Zuevka
Zuevka è una cittadina della Russia europea nordorientale (oblast' di Kirov), situata sul fiume Čepca 121 km a est del capoluogo Kirov; è il capoluogo amministrativo del distretto omonimo.
Zuevka nasce come villaggio fondato presso la omonima stazione ferroviaria (aperta nel 1899) lungo la costruenda ferrovia fra Perm' e Kotlas. Divenuta nel 1929 capoluogo di distretto (rajon), si vide concesso lo status di città nel 1944.

## Società

### Evoluzione demografica
Fonte: mojgorod.ru
- 1939: 12.400
- 1959: 19.900
- 1989: 16.100
- 2007: 12.300